# Odontocerum albicorne
Odontocerum albicorne  (лат.) — вид ручейников из семейства Odontoceridae. Распространён в Европе. Жизненный цикл одной особи длится один год. Имаго появляются из куколок летом, живут короткое время. Самки откладывают яйца осенью.
Личинки длиной до 18 мм, шириной — до 3 мм. Живут на гравийном и песчаном дне быстроточных рек и озёр. Личинки — всеядные, собирают различные биологические частицы, наиболее активны в ночное время суток. Живут внутри переносимых трубкообразных домиков, которые построены из одного слоя больших песчинок. Домик немного изогнутый, его задний конец покрыт тёмной мембраной, по середине которой имеется щель. Личинка проходит пять стадий развития. Прежде, чем окуклиться в домике личинка закрывает передние его отверстие камнем.